# بامبی، یک زندگی در جنگل
بامبی، زندگی در جنگل (به آلمانی: Bambi. Eine Lebensgeschichte aus dem Walde) رمانی از فلیکس زالتن نویسنده اتریشی است. این داستان به زبان آلمانی نوشته شده و نخستین بار در سال ۱۹۲۳ در اتریش منتشر شد. این اثر، داستان زندگی یک شوکا (نوعی گوزن) به همراه پدر و مادر خویش و در تعامل و رویارویی با انسانهاست که به مرگ مادر وی توسط شکارچیها، و افزونی دایرهٔ تجربیات او در زندگی می‌انجامد.
این داستان به بیشتر از بیست زبان دنیا نیز ترجمه شده‌است. ترجمه انگلیسی آن به قلم چمبرز وایتکر سال ۱۹۲۸ تنها ۵ سال پس از انتشار اثر اصلی در آمریکای شمالی منتشر شد. شرکت سوپر اسکوپ در یکی از نوارهای قصهٔ خود برای کودکان، داستان بامبی را نیز به کودکان فارسی‌زبان معرفی کرد.
چندین فیلم انیمیشن و کارتونی هم بر اساس این رمان ساخته شده‌اند که از مهمترین آن‌ها بامبی در سال ۱۹۴۲ و بامبی ۲ محصول مشترک آمریکا و آرژانتین به کارگردانی برایان پیمنتال در سال ۲۰۰۶ بوده‌اند.